# Natriumhexafluoroarsenat
Natriumhexafluoroarsenat ist eine anorganische Verbindung aus der Gruppe der Hexafluoroarsenate.

## Eigenschaften und Verwendung
Natriumhexafluoroarsenat zeigt einen starken barokalorischen Effekt, also einen druckinduzierten Phasenübergang, der eine Temperaturänderung hervorruft, wodurch es sich möglicherweise für Kühlanwendungen eignet. Natriumhexafluoroarsenat bildet mit Polyethylenoxid einen Polymerelektrolyten, der eine bessere Ionenleitfähigkeit aufweist als analoge Verbindungen mit Lithiumhexafluoroarsenat. Daneben wird auch die Verwendung als Zusatz in Natriummetall-Batterien untersucht.
Die Verbindung besitzt bei Raumtemperatur eine hexagonale Kristallstruktur mit der Raumgruppe R3 (Raumgruppen-Nr. 148).